# Catherine Gibson

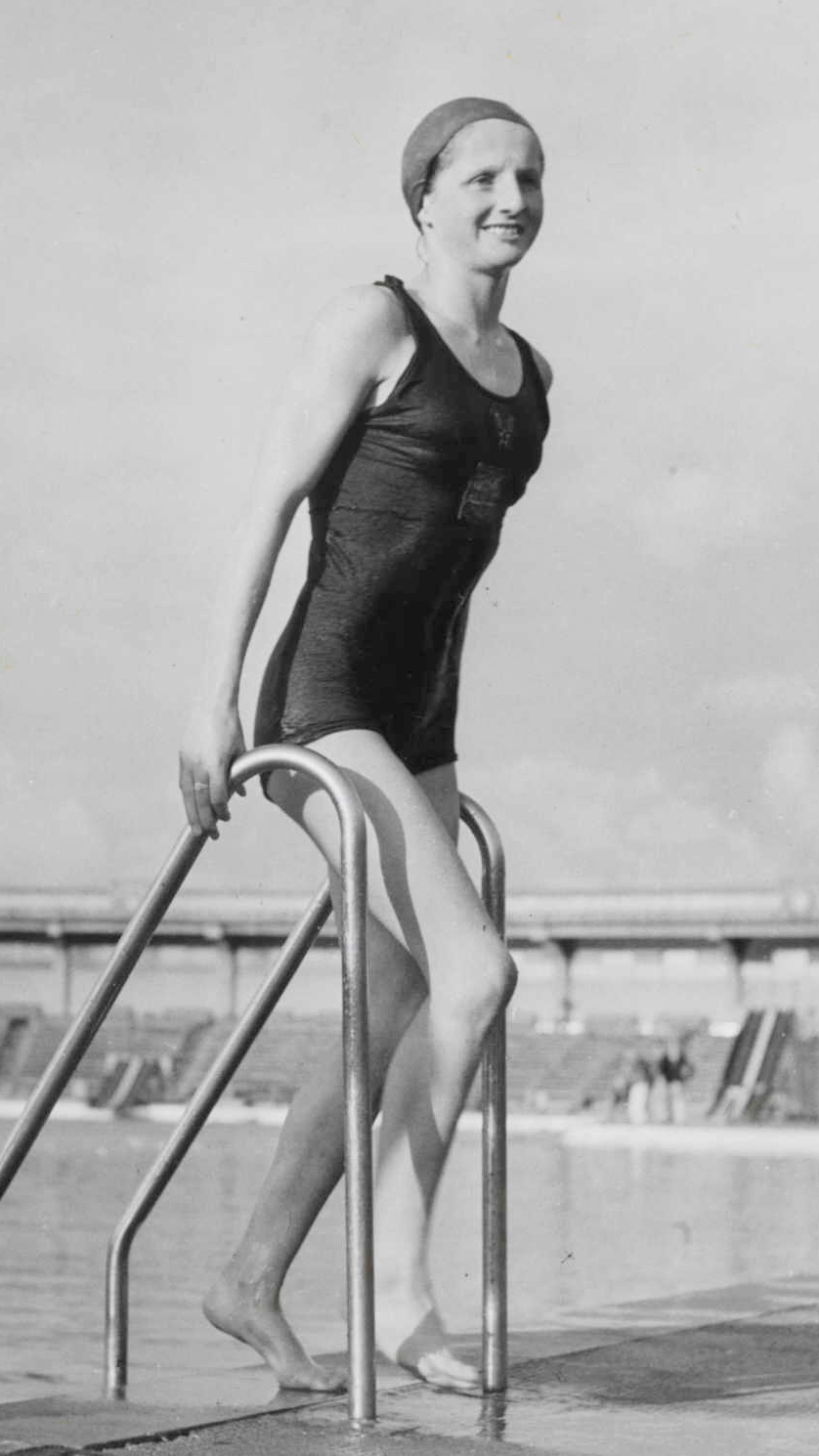
Catherine Gibson (1946)

Catherine „Cathie“ Gibson, nach Heirat Brown (* 25. März 1931 in Motherwell, North Lanarkshire; † 25. Juni 2013 in Dunfermline, Fife) war eine britische Schwimmerin. Sie gewann eine olympische Bronzemedaille und zwei Silbermedaillen sowie eine Bronzemedaille bei Europameisterschaften.

## Karriere
Catherine Gibson nahm 1947 in Monte Carlo an den ersten Europameisterschaften nach dem Zweiten Weltkrieg teil. Sie schlug sowohl im 400-Meter-Freistilschwimmen als auch im 100-Meter-Rückenschwimmen als Zweite hinter der Dänin Karen Harup an. Die britische 4-mal-100-Meter-Freistilstaffel mit Catherine Gibson, Lillian Preece, Nancy Riach und Margaret Wellington erreichte den dritten Platz hinter den Staffeln aus Dänemark und den Niederlanden.
Im Jahr darauf trat Gibson bei den Olympischen Spielen in London ebenfalls dreimal an. Im 100-Meter-Rückenschwimmen schied sie als Sechste ihres Halbfinales aus. Die britische Freistilstaffel mit Patricia Nielsen, Margaret Wellington, Lillian Preece und Catherine Gibson belegte den vierten Platz hinter den Staffeln aus den Vereinigten Staaten, Dänemark und den Niederlanden. Ihren letzten Start hatte Gibson im Finale über 400 Meter Freistil, nachdem sie als Vorlaufschnellste das Finale mit der sechstbesten Zeit erreicht hatte. Im Finale lag sie lange zurück, holte aber im Endspurt auf und gewann die Bronzemedaille hinter Ann Curtis aus den Vereinigten Staaten und Karen Harup.
Gibson blieb noch einige Jahre aktiv und stellte insgesamt 29 britische Rekorde auf, internationale Medaillen gewann sie nach 1948 nicht mehr. Nach ihrer Heirat gab sie den Wettkampfsport auf und führte später ein Hotel in Schottland. 2008 wurde Catherine Gibson in die Scottish Sports Hall of Fame aufgenommen.